# Trasa narciarska

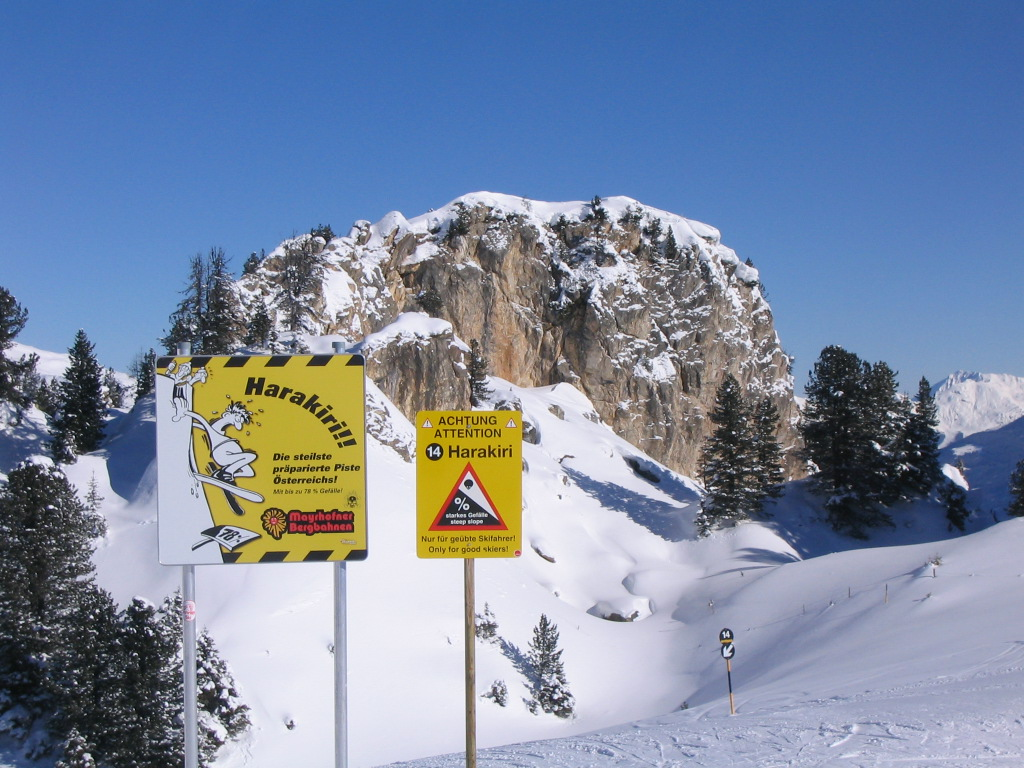
Trasa Harakiri w Mayrhofen (Austria)

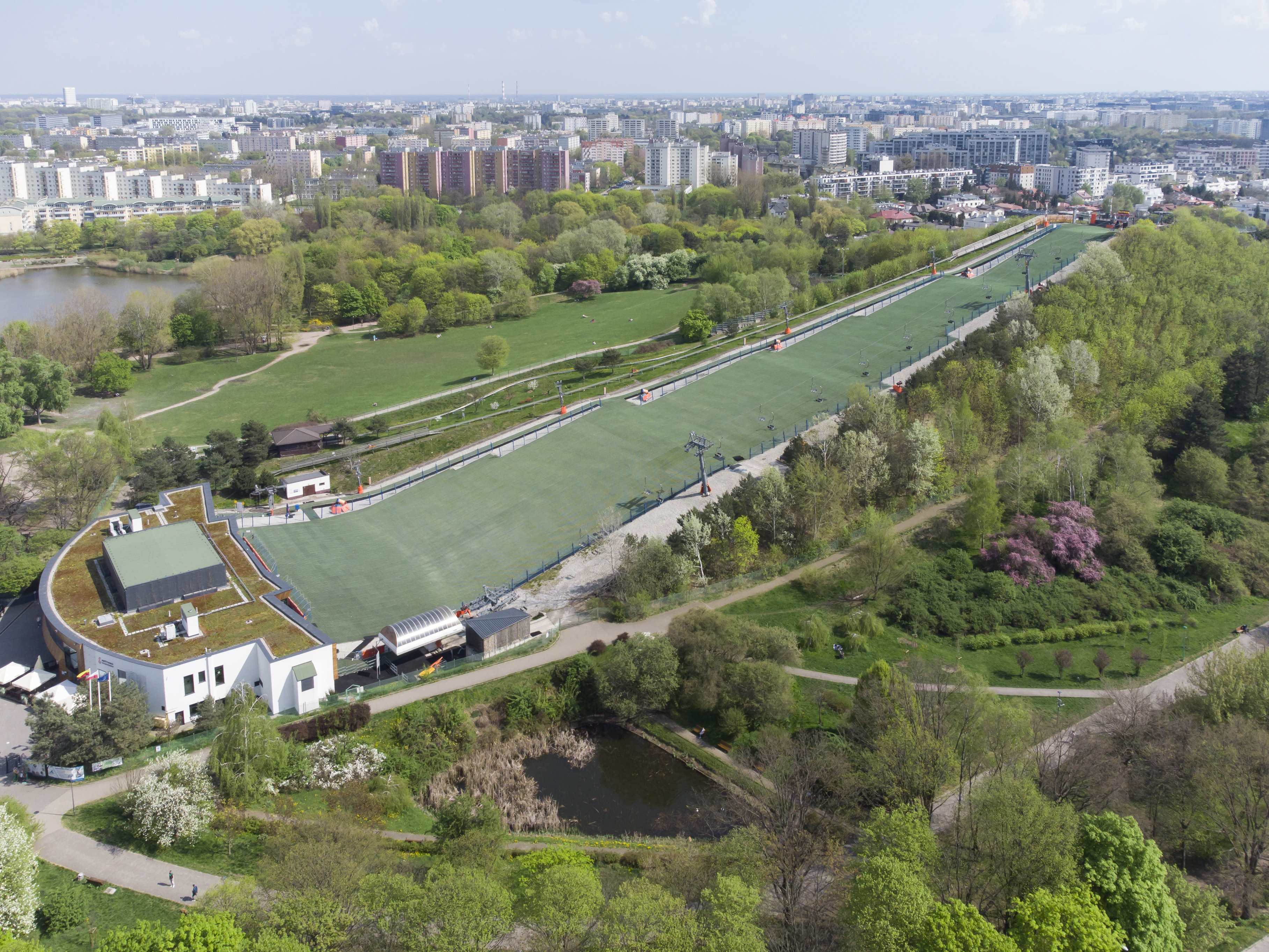
Górka Szczęśliwicka w Warszawie

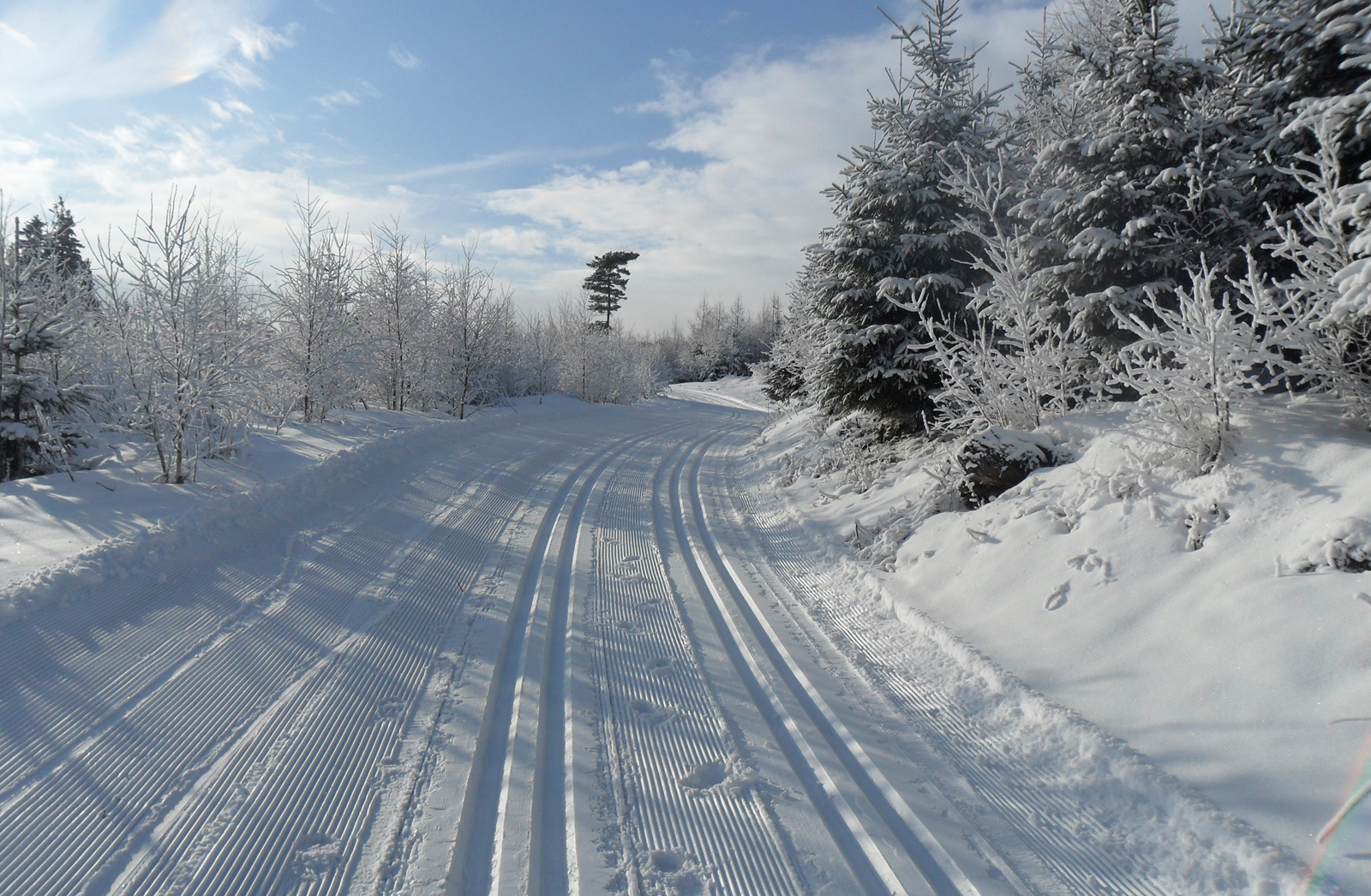
Narciarska trasa biegowa na Jamrozowej Polanie

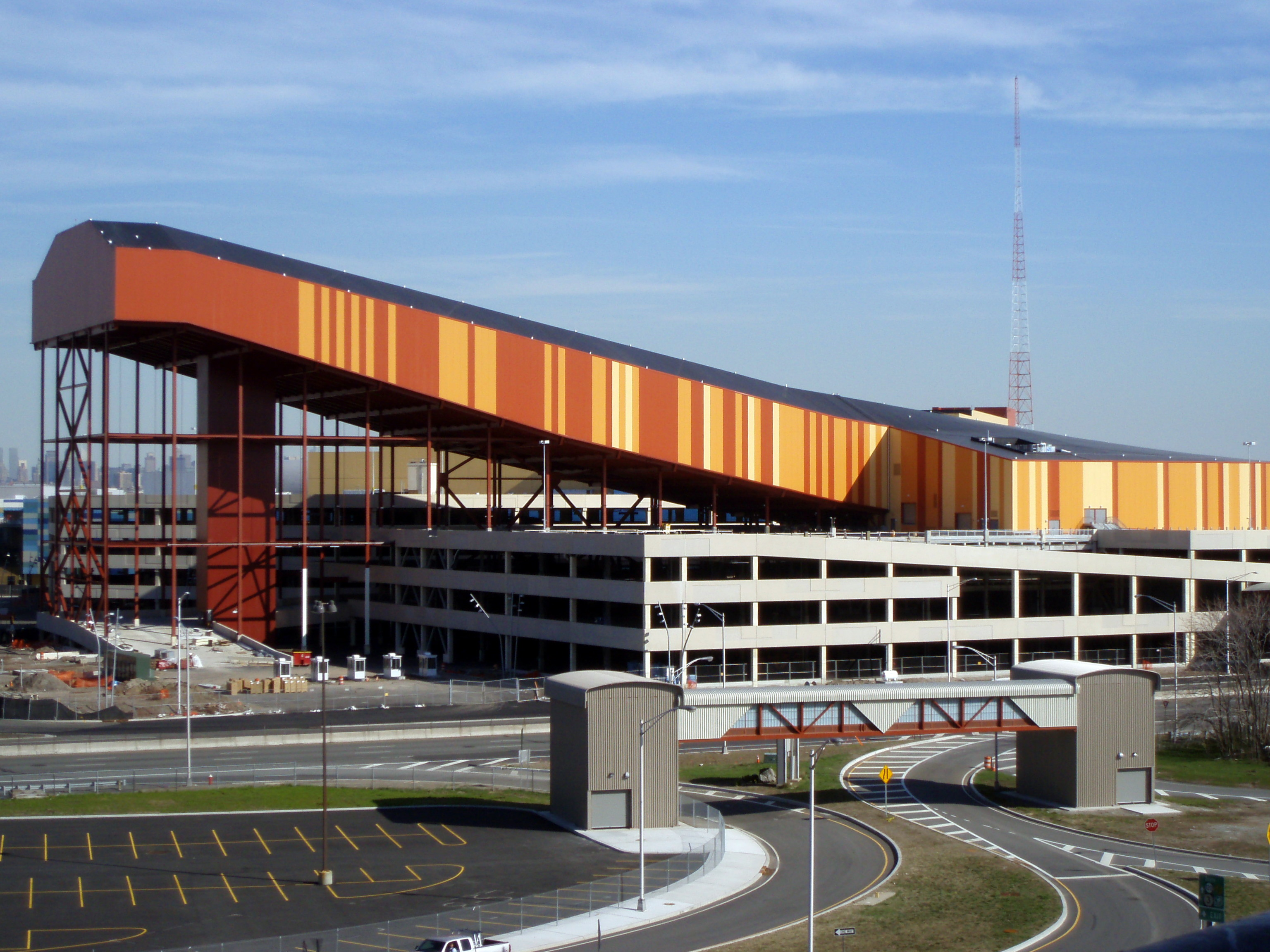
Kryty stok w Xanadu Meadowlands

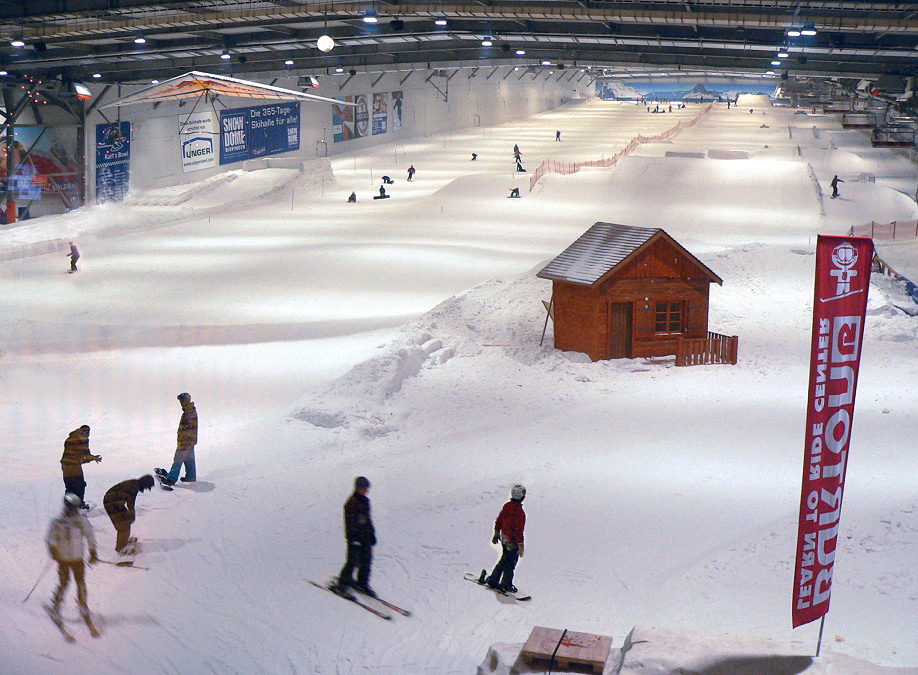
Stok w SnowDome w Bispingen

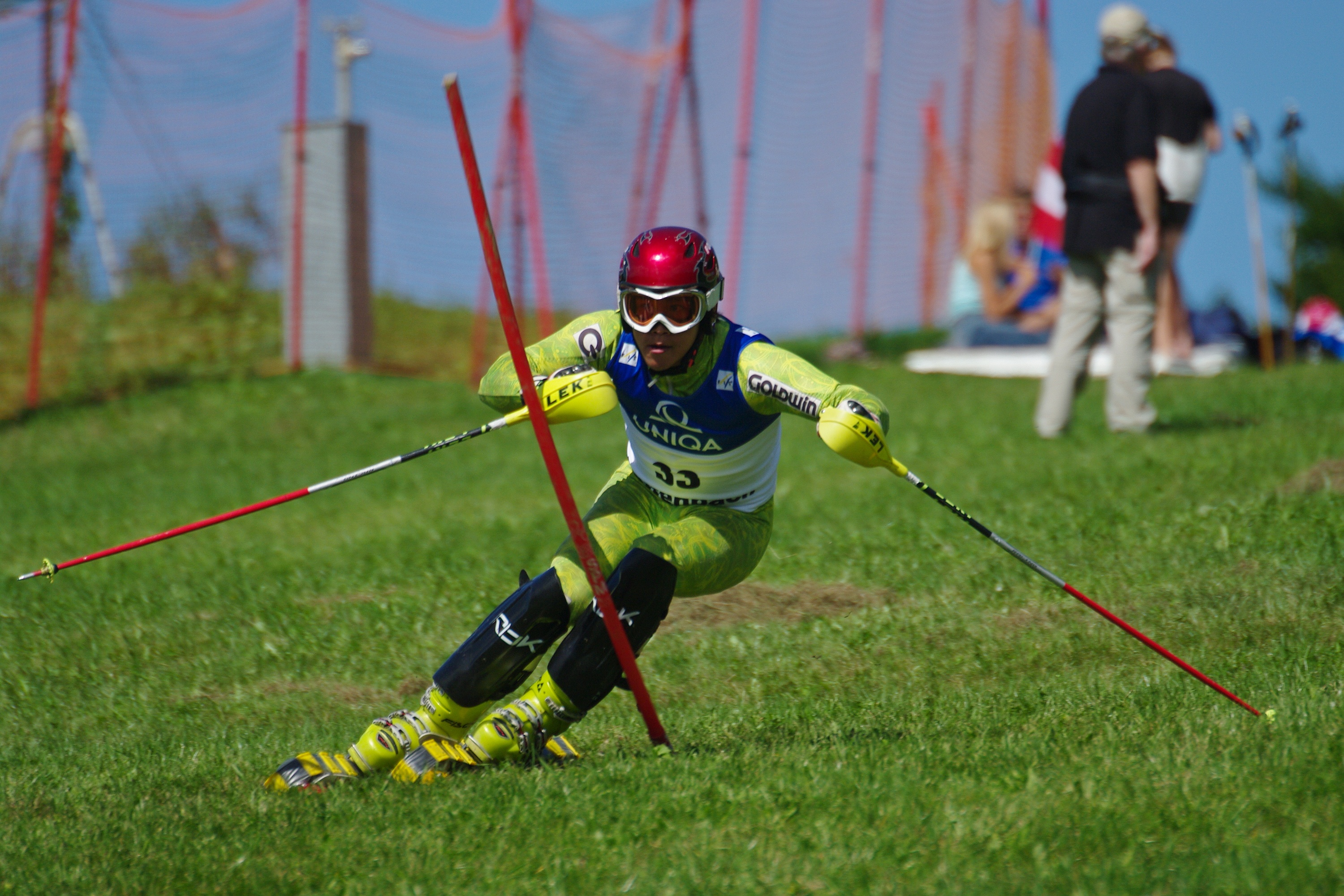
Japoński narciarz na trawie Daichi Shintani w drugim biegu slalomu w czasie Mistrzostw Świata w narciarstwie na trawie w 2009 r. w Rettenbach (Austria)

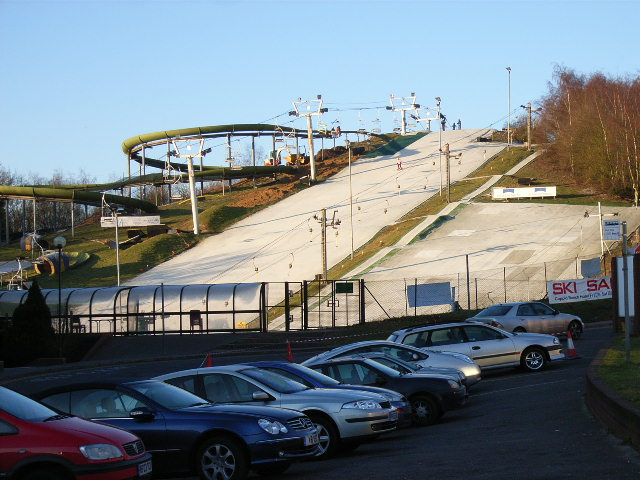
Stok ze sztuczną nawierzchnią w Amen Corner pod Londynem

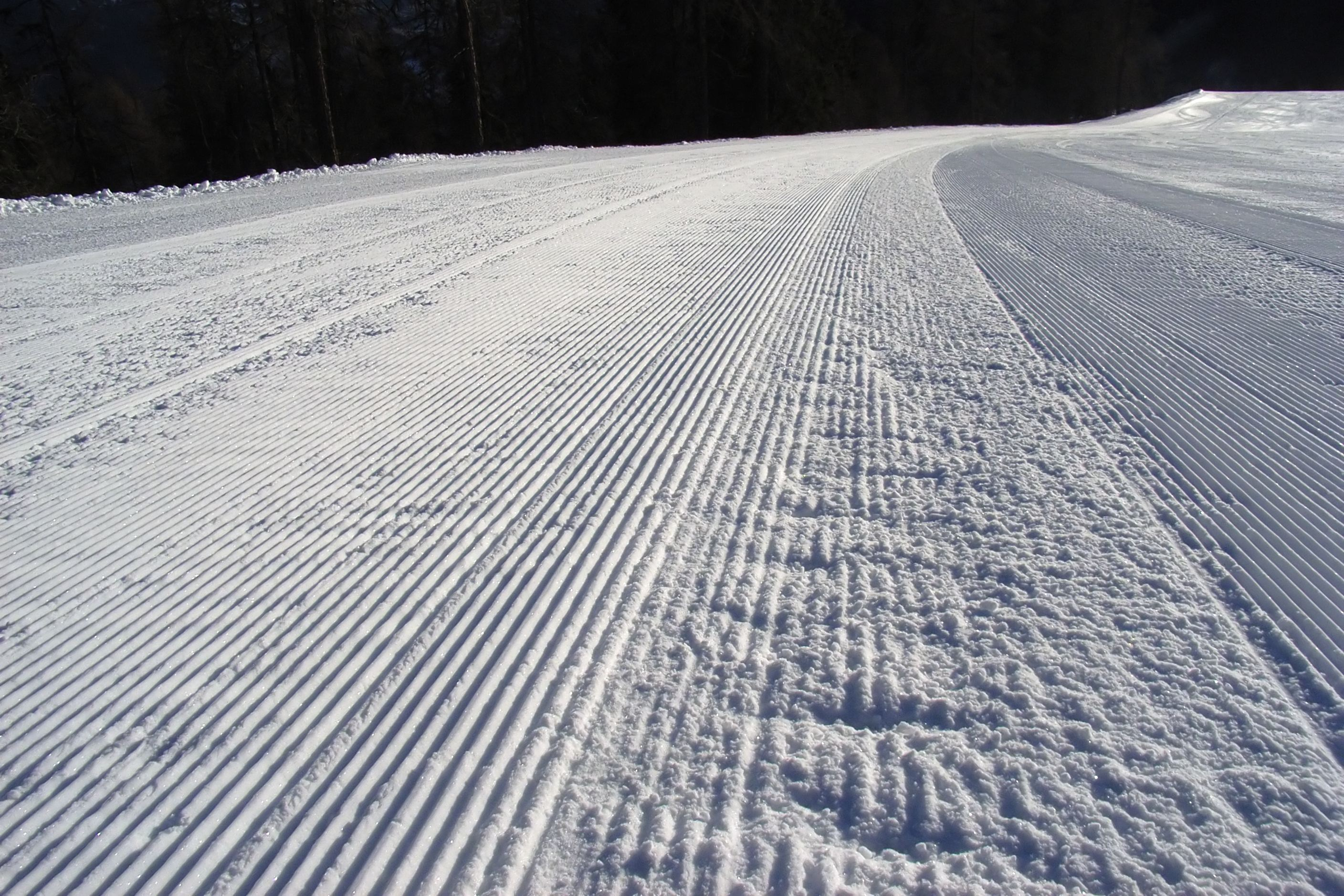
Wyratrakowany stok w Kronplatz w Południowym Tyrolu (Włochy)

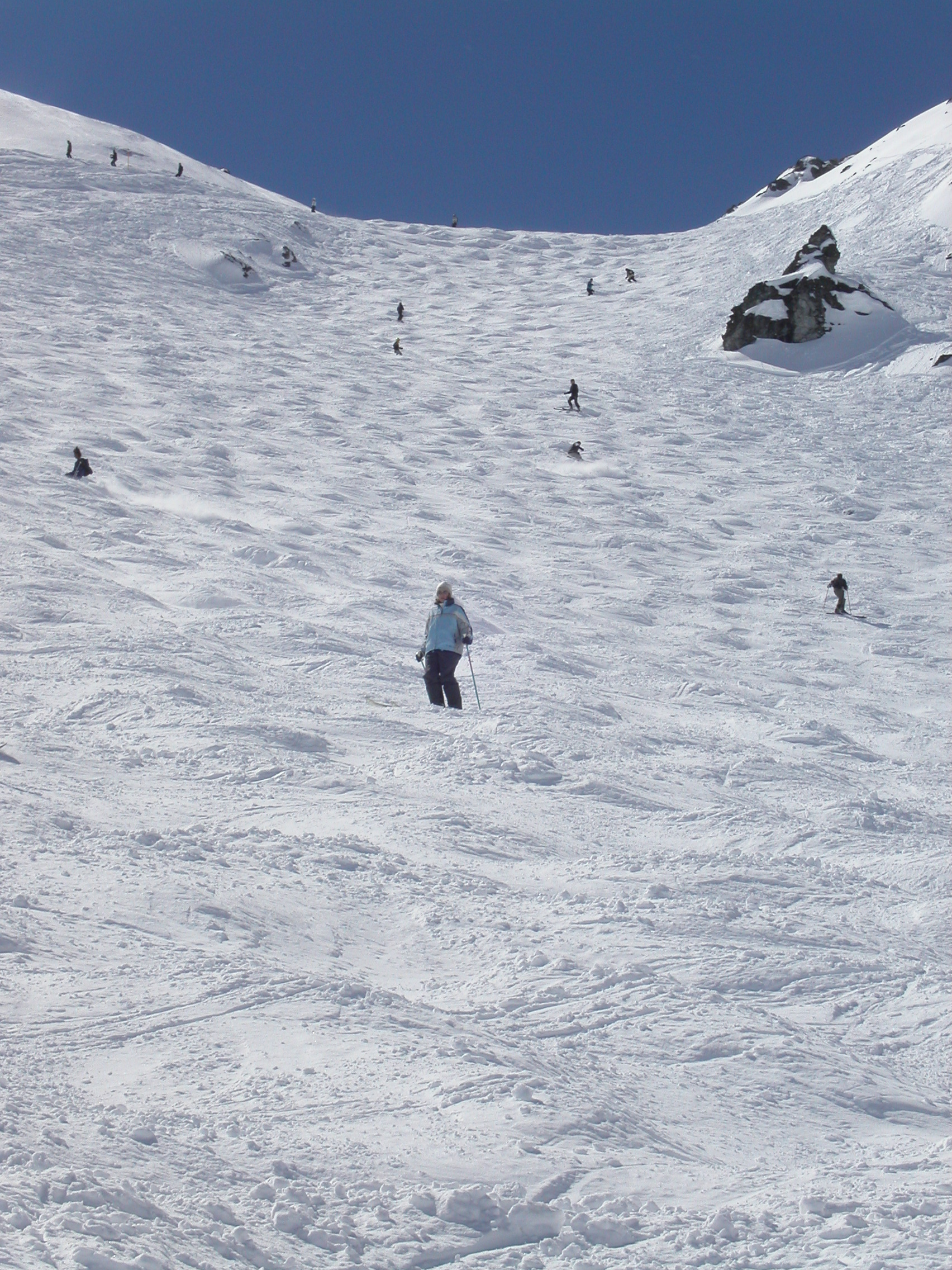
Nieratrakowana czarna (obecnie żółta) trasa w Tortin między Verbier i Nendaz (Szwajcaria)

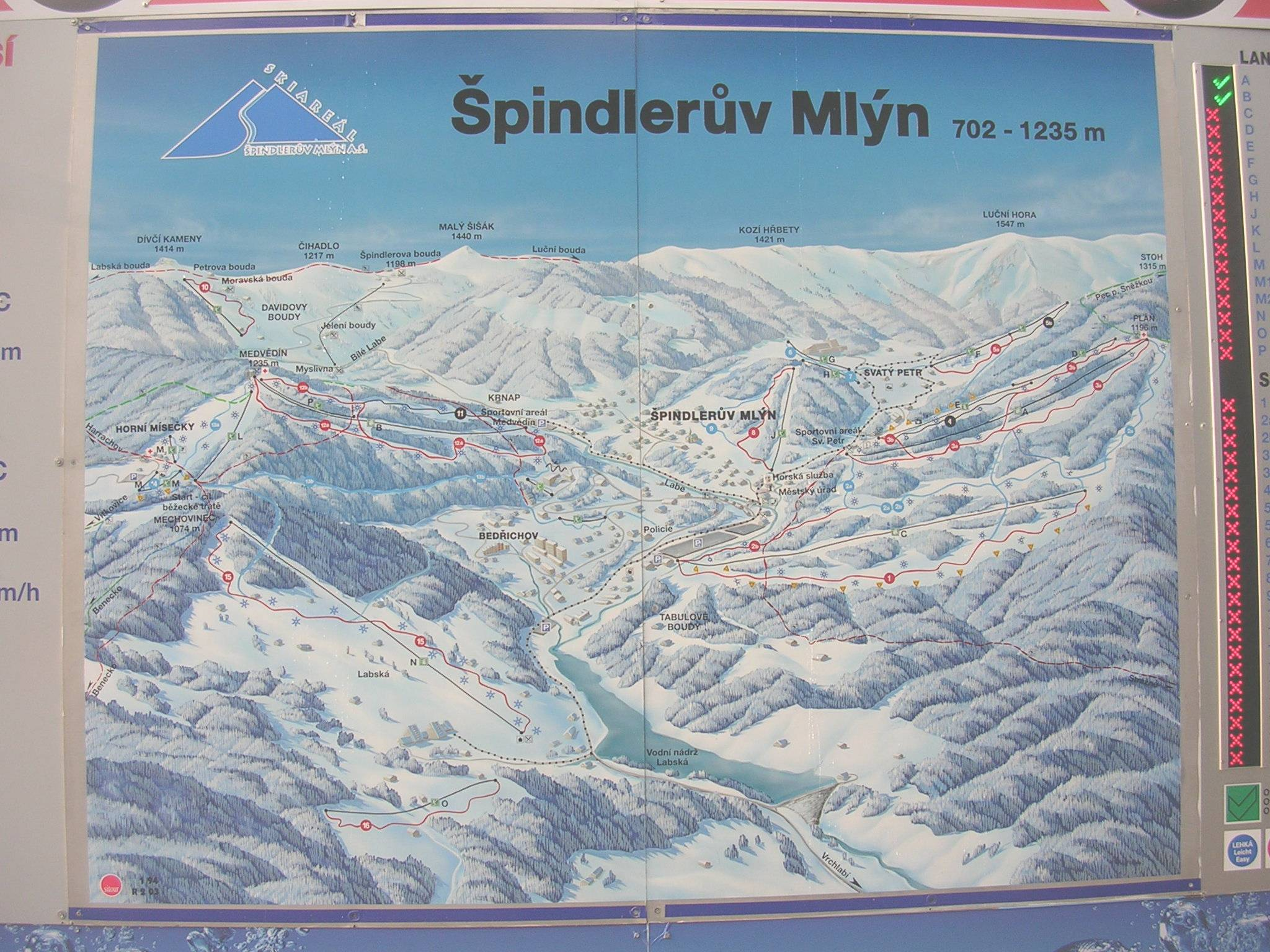
Mapa największego ośrodka narciarskiego w Czechach – w Szpindlerowym Młynie, 2007

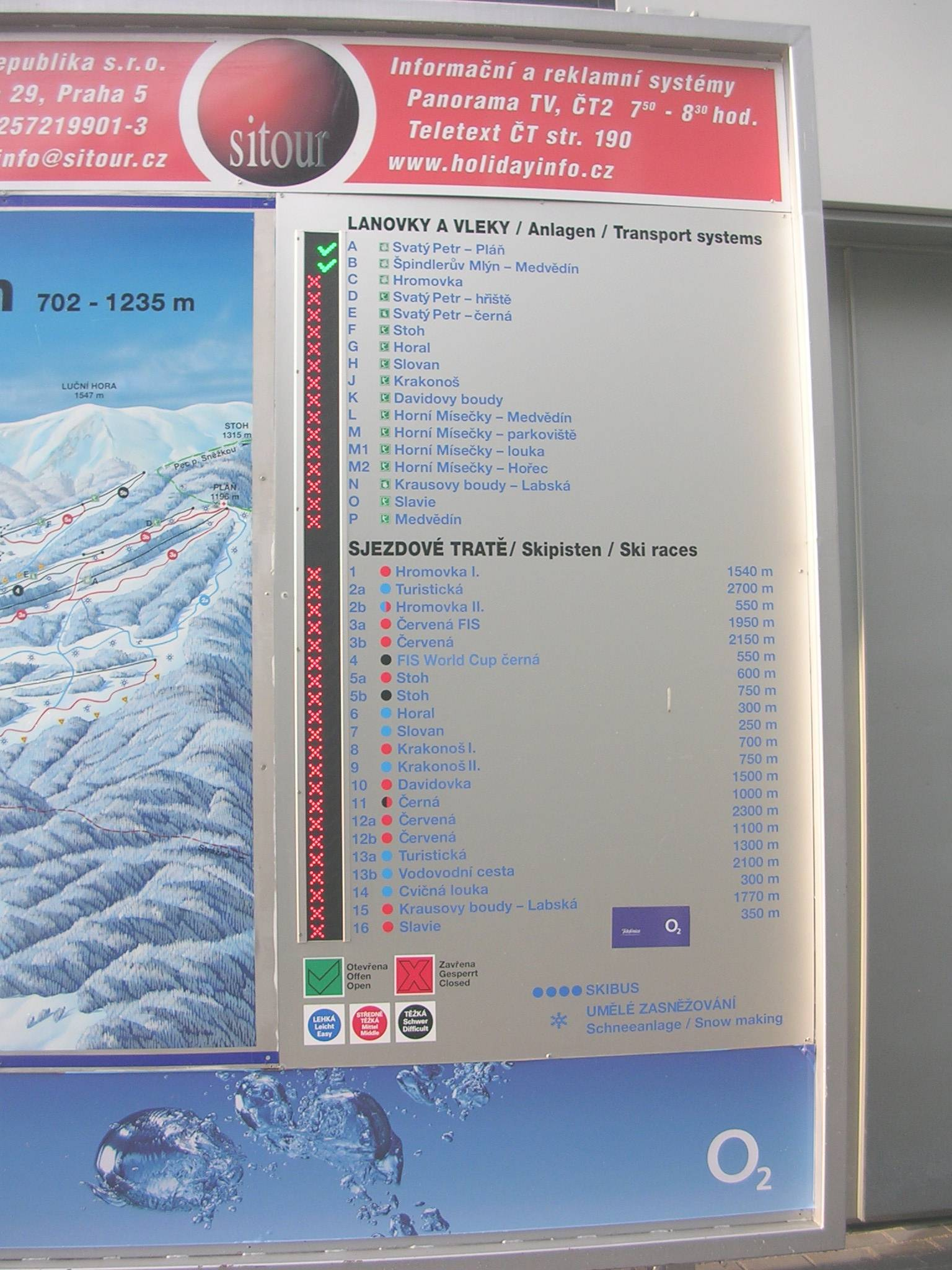
Oznaczenia czynnych wyciągów i tras obok mapy ośrodka w Szpindlerowym Młynie

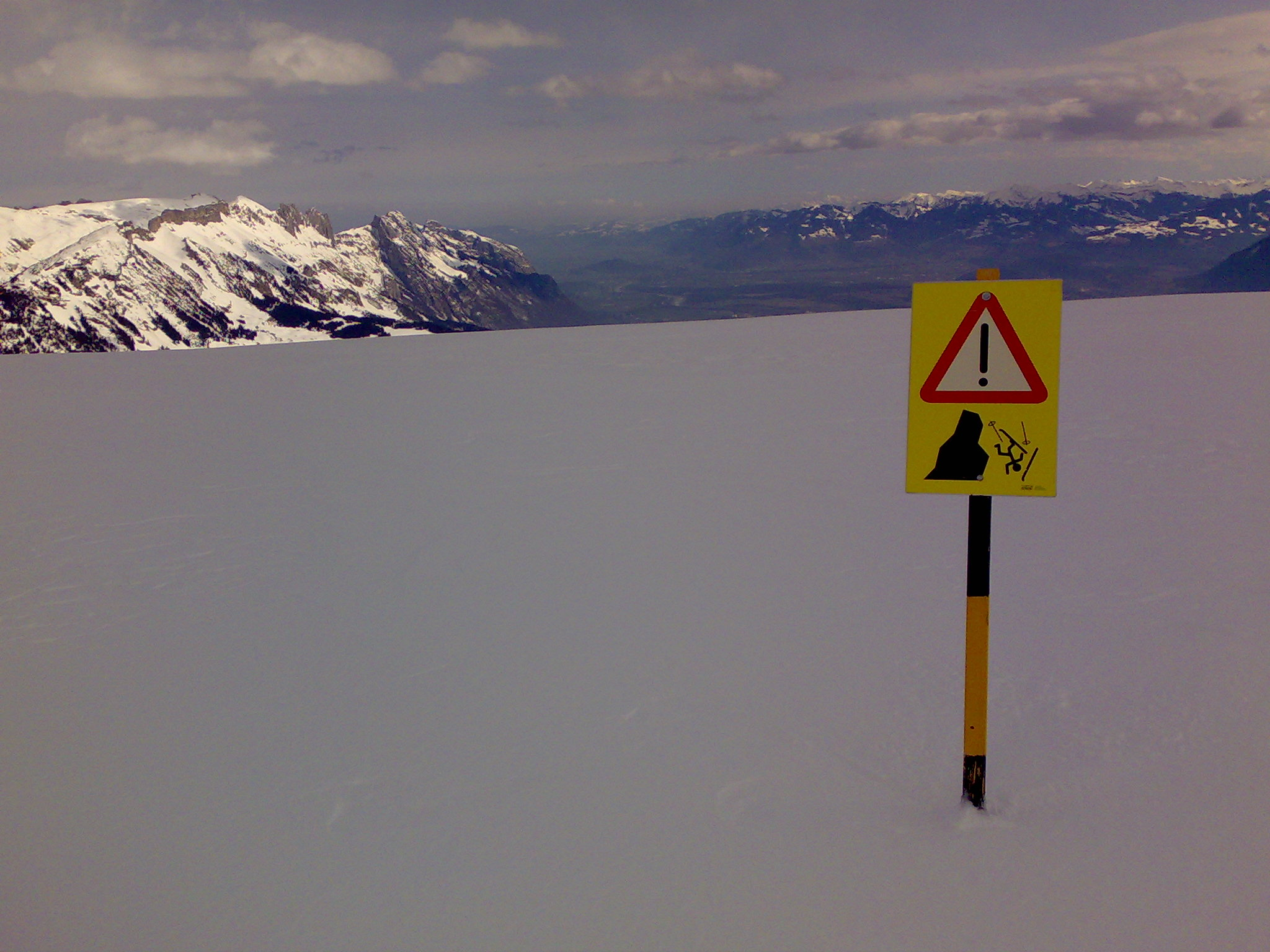
Znak ostrzegawczy "Uwaga przepaść" na trasie narciarskiej w Wildhaus w kantonie Sankt Gallen w Szwajcarii

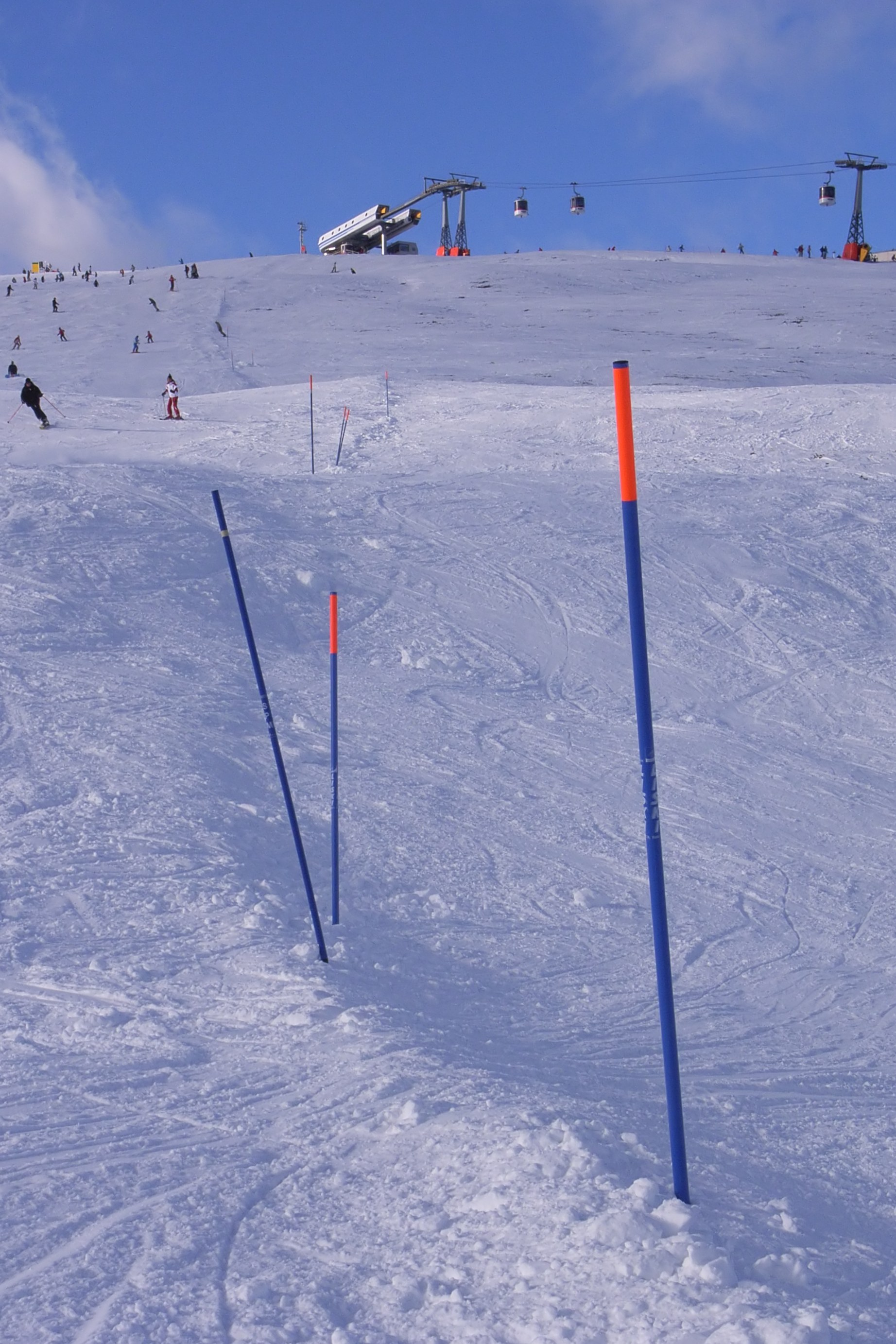
Oznaczenia krawędzi trasy tyczkami na południowym stoku Kronplatz (Południowy Tyrol, Włochy)

Trasa narciarska – oznaczona trasa, przeznaczona do zjazdu narciarskiego (po stoku lub zboczu górskim) lub do biegu narciarskiego. Trasy narciarskie przeważnie są utrzymywane przez operatorów ośrodków narciarskich, którzy utrzymują również wyciągi narciarskie.

## Podział tras

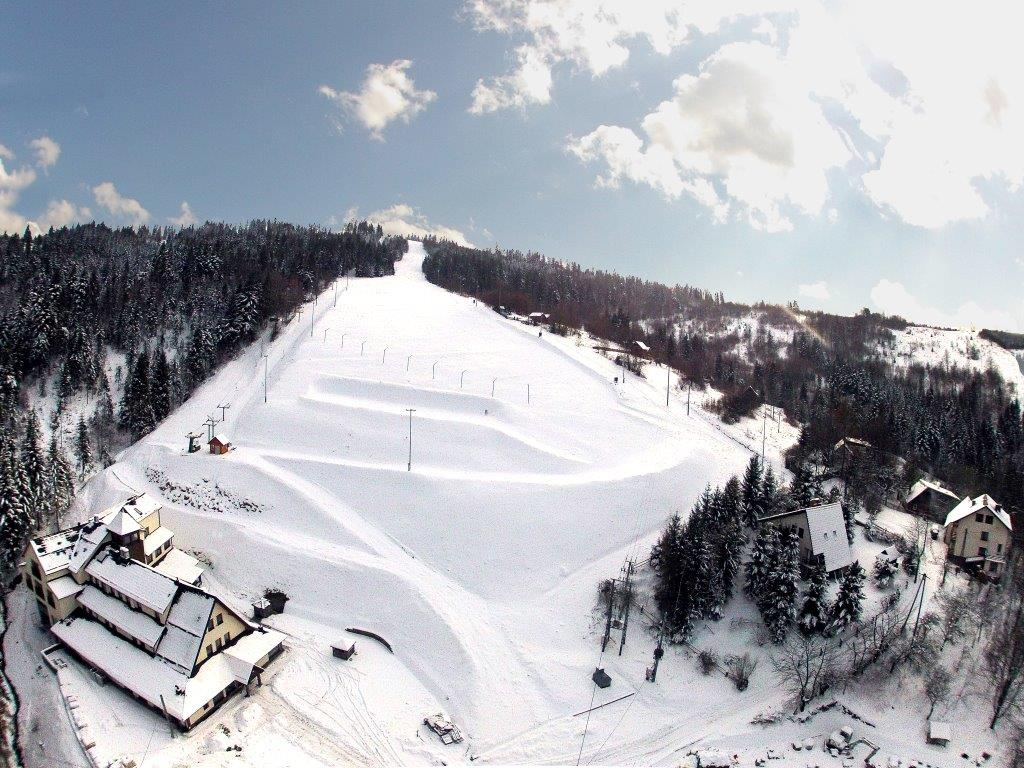
Jastrzębica SKI (Przyłęków k/ Żywca) uzyskała certyfikat Polskiego Związku Narciarskiego oraz została zatwierdzona jako zgodna z wymogami Narciarskiego Regulaminu Sportowego oraz przepisami FIS

Trasy narciarskie można podzielić na kilka przekrojów:
- podstawowy podział tras to podział na różne stopnie trudności. Trasy są oznaczone specjalnymi znakami określającymi ich trudność, według różnych skal stosowanych w poszczególnych krajach (patrz: Skala trudności tras narciarskich). Najłatwiejsze ze stoków narciarskich nazywane są w Polsce oślimi łączkami.
- podział ze względu na charakter:
  - zjazdowe trasy narciarskie
  - nartostrady – trasy o niskim stopniu trudności prowadzące często okrężną drogą do podstawy stoku
  - szlaki narciarskie – rodzaj szlaków turystycznych umożliwiających narciarzom rekreacyjno-turystyczne uprawianie narciarstwa
  - trasy biegowe
- ze względu na sposób utworzenia:
  - naturalne
  - sztuczne („usypane”), jak np. Górka Szczęśliwicka w Warszawie czy Góra Kamieńska koło Bełchatowa
  - kryte (zjazdowe), np.:
    - SnowDome w Bispingen w Dolnej Saksonii w Niemczech
    - Ski Dubai w centrum handlowym Mall of the Emirates w Dubaju
    - w Xanadu Meadowlands w East Rutherford w New Jersey w USA

Stoki kryte, których w 2010 r. było na świecie ok. 40, mają długość od 130 m do 640 m. Najdłuższym stokiem jest stok w AlpinCenter w Bottrop w Zagłębiu Ruhry. Pierwszym krytym stokiem z trasą o stopniu trudności „czarny romb” jest stok w SnowFunPark w Wittenburgu w Meklemburgii-Pomorzu Przednim w Niemczech (długość 330 m).
- ze względu na nawierzchnię:
  - śnieg
    - naturalny
    - sztuczny, powstały w wyniku naśnieżania

  - inne nawierzchnie:
    - trawa – jazda na trawie odbywa się na specjalnych nartorolkach
    - sztuczne nawierzchnie plastikowe. Kiedyś stosowano Igelit, jednak obecnie najpopularniejszym materiałem jest Dendix. Ostatnio coraz popularniejszym materiałami są Geoplast, Neveplast, Snowflex,
- ze względu na przygotowanie:
  - ratrakowane – dla ogromnej większości narciarzy. Trasy są ratrakowane przeważnie w nocy, jednak w niektórych ośrodkach trasy są zamykane o zmroku, ratrakowane, po czym znowu trasa (już oświetlona) jest ponownie otwierana. Ratraki wyrównują muldy, rozbijają grudy śniegu, kruszą lód tworzący się w ciągu dnia oraz "grabią" trasę, pozostawiając tzw. "sztruks"
  - nieratrakowane – trudne trasy, często bardzo strome, z muldami, wymagające od narciarzy dużych umiejętności i kondycji fizycznej
  - „poza trasami” – cenione przez narciarzy lubiących jeździć w puchu lub w „dziewiczym śniegu”.

Możliwe są również inne podziały:
- trasy oświetlone i nieoświetlone
- trasy sezonowe i całoroczne. Te ostatnie to trasy na lodowcach, na dużych wysokościach n.p.m.

## Urozmaicenia, atrakcje i utrudnienia na trasach
Poza pięknymi widokami, które można podziwiać z wielu tras narciarskich, na trasach narciarskich tworzone są różne formy uatrakcyjniające przebieg tras. Do takich form należą m.in.:
- muldy, wymagające od narciarzy dużego wysiłku i umiejętności
- "hopki", pozwalające na wykonywanie skoków w czasie zjazdów
- ścianki – wyjątkowo strome fragmenty tras. W Polsce najbardziej znaną ścianką jest ścianka w górnej części przebiegu trasy FIS w SkiArenie Szrenica koło Szklarskiej Poręby. Jej nachylenie wynosi ponad 50%[2]
- podjazdy i zjazdy – na trasach biegowych.

## Znaki spotykane na trasach

### Mapy ośrodków
W pobliżu stacji narciarskiej i innych dobrze widocznych miejscach umieszczane są mapy ośrodków, z zaznaczonymi kolejami i wyciągami, trasami [przeważnie oznaczonymi kolorem odpowiadającym trudności (patrz niżej) trasy], lokalami gastronomicznymi, parkingami, WC, ośrodkami ratowniczymi, itp.

### Znaki oznaczające stopień trudności trasy
Podstawowymi oznaczeniami określającymi  stopień trudności trasy narciarskiej są znaki znormalizowane według ujednoliconej skali (w danym ośrodku lub kraju).

### Znaki zakazu, ostrzegawcze i informacyjne
Poza tymi oznaczeniami na trasie ustawiane są różne inne znaki, analogiczne do znaków drogowych. Dzielą się one na:
- zakazu
- ostrzegawcze i
- informacyjne.

Przykładowo w Polsce wzory tych znaków zostały ustalone w Załączniku nr 2 do Rozporządzenia Rady Ministrów z 6 maja 1997 r. w sprawie określenia warunków bezpieczeństwa osób przebywających w górach, pływających, kąpiących się i uprawiających sporty wodne (Dz.U. z 1997 r. nr 57, poz. 358). Są to:
- znaki zakazu

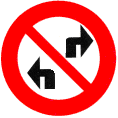
A-1. Zakaz skręcania (jazda wyłącznie na wprost)
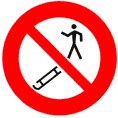
A-2. Zakaz jazdy na sankach i chodzenia pieszo
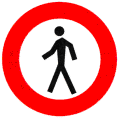
A-3. Zakaz chodzenia pieszo
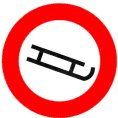
A-4. Zakaz jazdy na sankach
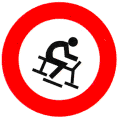
A-5. Zakaz jazdy na skibobach

- znaki ostrzegawcze

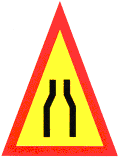
B-1. Zwężenie na trasie
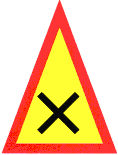
B-2. Skrzyżowanie
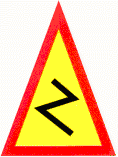
B-3. Zakręty
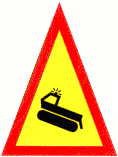
B-4. Przygotowanie trasy maszynami do ubijania śniegu
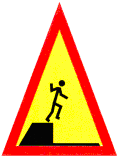
B-5. Niebezpieczeństwo wypadnięcia z trasy lub spadnięcia
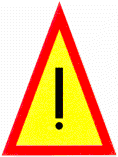
B-6. Inne niebezpieczeństwo
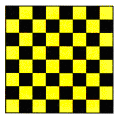
B-7. Teren zagrożony lawinami
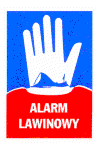
B-8 i B-9. Bezpośrednie zagrożenie lawinami,...
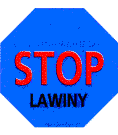
B-8 i B-9...dalsze przejście lub przejazd zagraża życiu i zdrowiu.

- znaki informacyjne

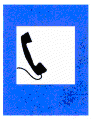
C-1 i C-2. Oznaczenie miejsca, gdzie umieszczony jest telefon zwyczajny ...
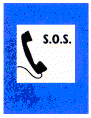
C-1 i C-2 ... lub bezpośrednie połączenie z pogotowiem ratunkowym
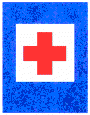
C-3. Punkt sanitarny (pierwsza pomoc)
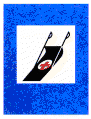
C-4. Punkt transportu poszkodowanych

Ponadto Zarząd Główny PTTK w uchwale 170/XVI/2007 z 21 kwietnia 2007 r. wydał instrukcję  znakowania szlaków turystycznych, wśród nich – w rozdziale VII.D – znakowania szlaków narciarskich. Poza powyższymi znakami w instrukcji tej znajdują się takie znaki jak:
- zakręt w prawo (lewo)
- nierówności terenu
- rozwidlenie szlaku
- odcinek szlaku jednokierunkowego (nartostrady) o ruchu dwukierunkowym
- trudniejszy odcinek szlaku, wymagający zmniejszenia szybkości jazdy
- przeszkoda na szlaku i obowiązek zatrzymania się.

Podobne znaki stosowane są również w innych krajach. Przykładowo, w Czechach znaki na trasach narciarskich wprowadzone są normą ČSN 01 8027 obowiązującą od 2009 r. Analogiczna norma, STN 01 8027, obowiązuje na Słowacji. W obu tych krajach wprowadzono również znaki ostrzegające przed stromymi fragmentami tras, uwaga – skrzyżowanie z trasą biegową, uwaga – wyciąg, uwaga – samochód, uwaga – sztuczne naśnieżanie trasy, godziny otwarcia tras, zakaz jazdy na nartach i kilka innych. Podobne znaki (jak w Polsce i w Czechach) stosowane są w innych krajach.

### Inne znaki i oznaczenia
Ponadto na trasach spotyka się inne znaki i oznaczenia. Wśród nich są:
- tyczka kierunkowa, ustawiana w terenach otwartych z namalowanym w górnej części znakiem szlaku
- kierunkowskaz, w tym strzałka kierunkowa
- znaki identyfikujące trasę (często w połączeniu ze znakiem określającym stopień trudności trasy)
- czasem stosuje się kolorowanie śniegu na krawędziach tras w celu oznaczenia ich przebiegu
- inne oznaczenia, np. piktogramy informujące o wyciągach narciarskich:

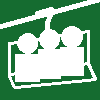
Oznaczenie wyciągu krzesełkowego
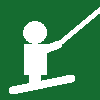
Oznaczenie wyciągu orczykowego

## Zabezpieczenia tras
Trasy narciarskie są często zabezpieczone w celu uchronienia narciarzy przed poważniejszymi kontuzjami, wynikającymi z wypadnięcia z trasy. Do podstawowych urządzeń zabezpieczających należą:
- siatki ochronne, które zatrzymują narciarza, który w niekontrolowany sposób wyjeżdżałby z trasy. Siatki ustawia się na krawędziach tras, aby uniemożliwić wpadnięcie w las, zabudowania albo spadnięcie w przepaść. Na bardziej niebezpiecznych odcinkach ustawia się dwa a nawet trzy rzędy siatek
- materace ochronne, którymi okłada się wszelkie przeszkody na trasie lub jej brzegu, takie jak: pojedyncze drzewa, konstrukcje wyciągów, armatki śnieżne stojące na brzegu trasy i inne potencjalnie niebezpieczne przeszkody.

## Wyciągi narciarskie
Wzdłuż zjazdowych tras narciarskich budowane są wyciągi, ułatwiające dostanie się na start trasy (górny początek), dzięki czemu narciarstwo alpejskie przestało wymagać od narciarzy kondycji umożliwiającej im podejście z nartami (albo na nartach) na początek trasy.

## Śnieg
Trasy narciarskie naśnieżane są przez naturalne opady śniegu lub przez sztuczne naśnieżanie. Stan śniegu i jego atrakcyjność dla jazdy narciarskiej zależą od wielu czynników, wśród których główne to: jak dawno spadł śnieg, jaka była historia zmian temperatury między opadem a momentem jazdy narciarskiej, siła wiatru w czasie i po opadzie, nasłonecznienie i inne. Szczegółowy opis różnych warunków śniegowych przedstawiony jest w osobnym artykule.

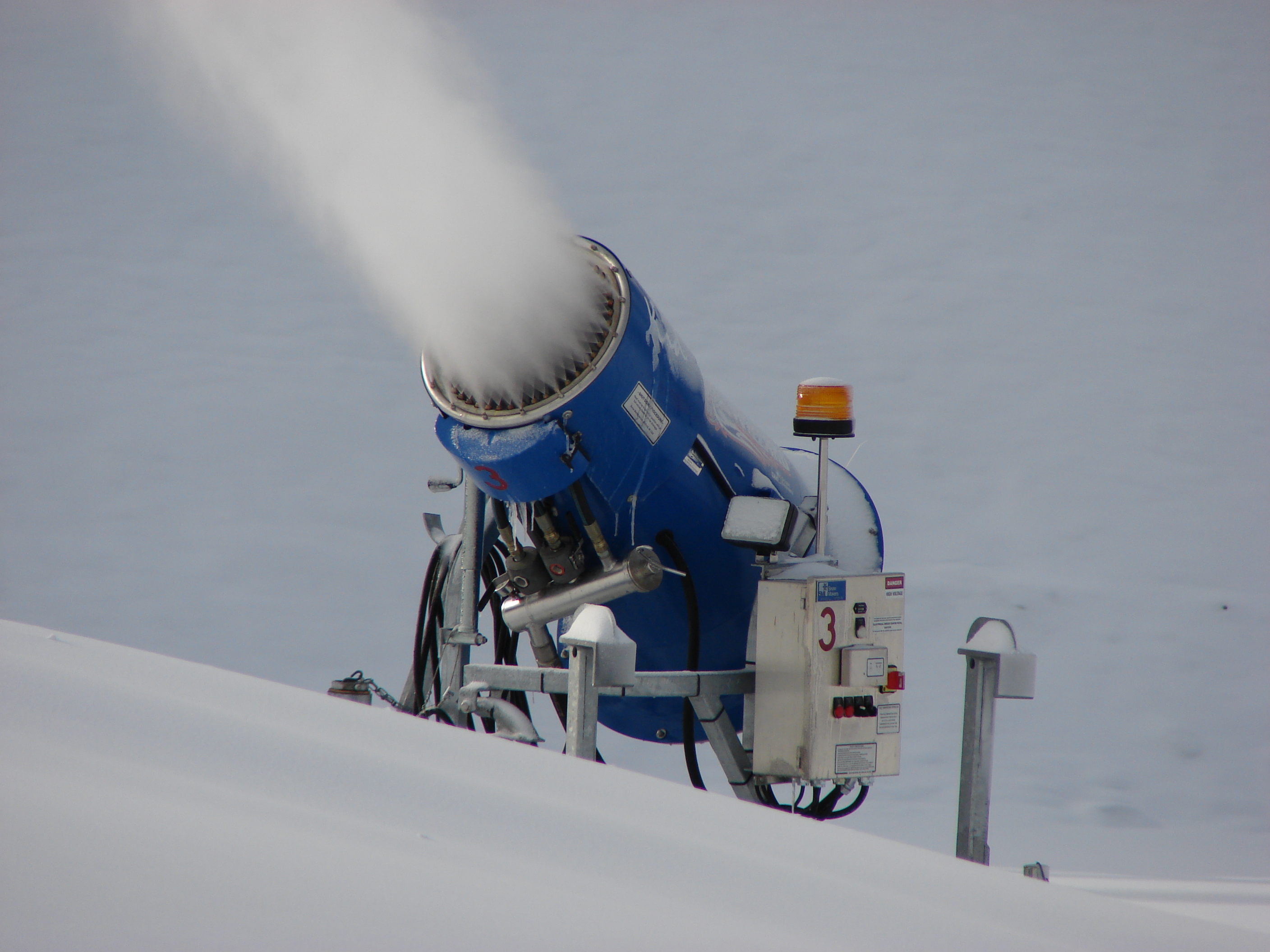
Armatka śnieżna w Canmore Nordic Center w Albercie w Kanadzie

## Sztuczne naśnieżanie
Większość tras narciarskich jest obecnie sztucznie naśnieżana w okresach małych opadów śniegu. Do naśnieżania służą armatki śnieżne lub lance. Armatka śnieżna została wynaleziona w 1950 r. przez Arta Hunta, Dave’a Richeya i Wayne’a Pierce’a. Wykorzystanie armatek na stokach rozpoczęło się dopiero w latach 70. XX wieku.
W Polsce – wśród znanych ośrodków narciarskich – nie są zaśnieżane jedynie trasy zjazdowe ze szczytu Kasprowego Wierchu (Trasy Gąsienicowa i Goryczkowa) oraz trasy ze szczytu Pilska.

## Pogoda
Poza warunkami śniegowymi, istotny wpływ na komfort jazdy na trasach narciarskich mają takie czynniki jak:
- temperatura – optymalna temperatura do jazdy na nartach to -15 °C – 0 °C.
- wiatr – silny wiatr utrudnia jazdę, ponadto może spowodować zatrzymanie wyciągów narciarskich
- mgła – gęsta mgła uniemożliwia jazdę na nartach. Zdarza się tak gęsta mgła, że narciarz nie widzi własnych nóg i nie wie, czy jedzie czy stoi. Powoduje to zaburzenia błędnika i możliwość zboczenia z trasy, spadnięcia w przepaść
- opady (śniegu lub deszczu) – utrudniające jazdę (śnieg może lepić się do gogli, deszcz powoduje przemakanie kombinezonu).
- zła widoczność – uniemożliwiająca podziwianie widoków
- słońce – powodujące konieczność stosowania kremów ochronnych i okularów przeciwsłonecznych. Szczególnie niebezpieczne na dużych wysokościach n.p.m.

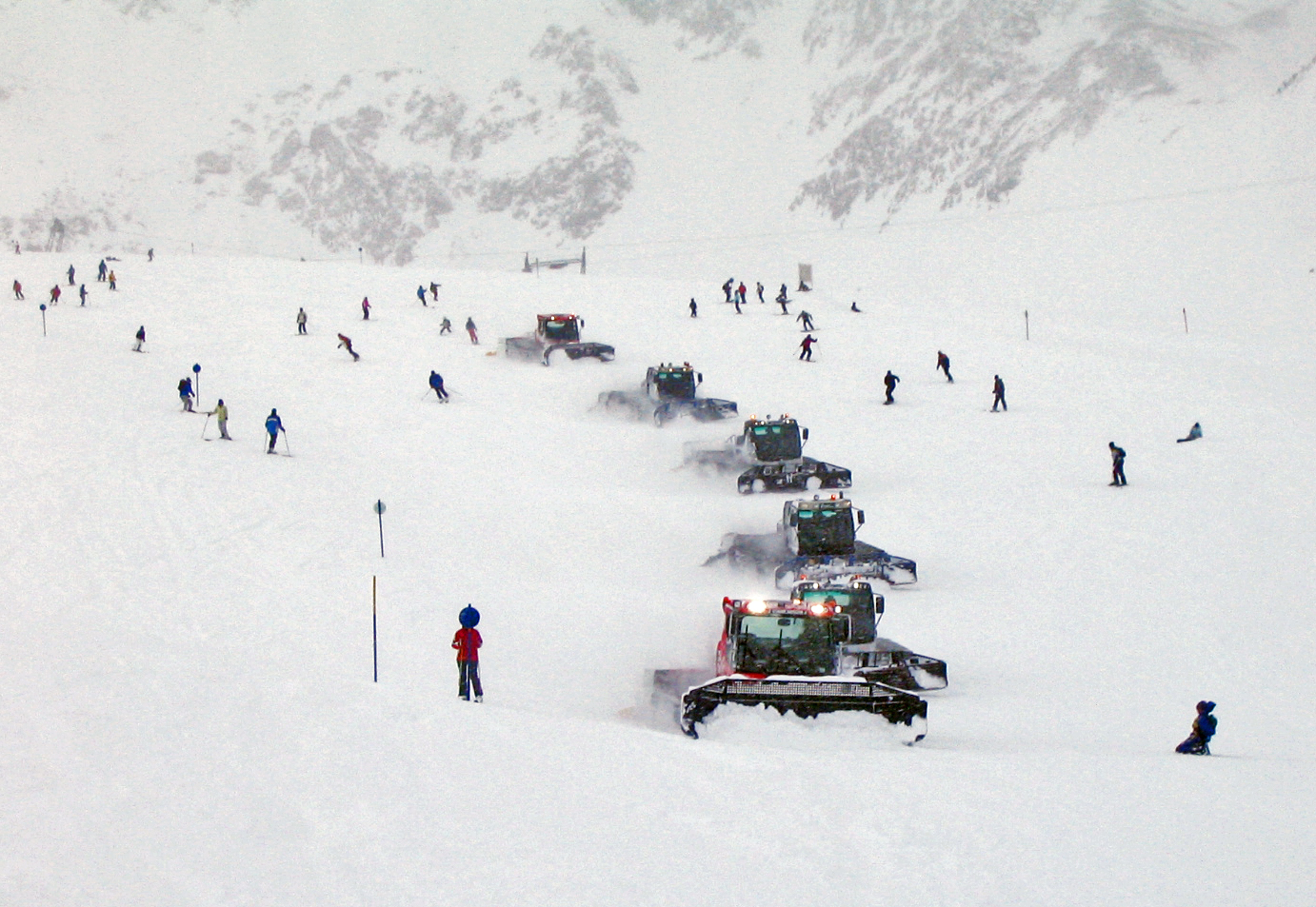
Ratraki pracujące na stoku w Stubaital, Austria

## Ratrakowanie
Pokrywa śnieżna tras narciarskich jest przygotowywana przez ratraki. Podstawową rolą ratraków jest wyrównywanie powierzchni śniegu, przez zniwelowanie muld, rozprowadzenie pagórków śnieżnych usypanych przez armatki śnieżne, skruszenie zamarzniętego śniegu ziarnistego (na który najechanie przez niewprawnych narciarzy często prowadzi do kontuzji). Efektem pracy ratraka jest gładki stok o charakterystycznej strukturze, zwanej "sztruksem". Ratraki pracują najczęściej w nocy, w czasie gdy trasy są zamknięte, aby uniknąć groźnego zderzenia narciarza z pracującym ratrakiem.

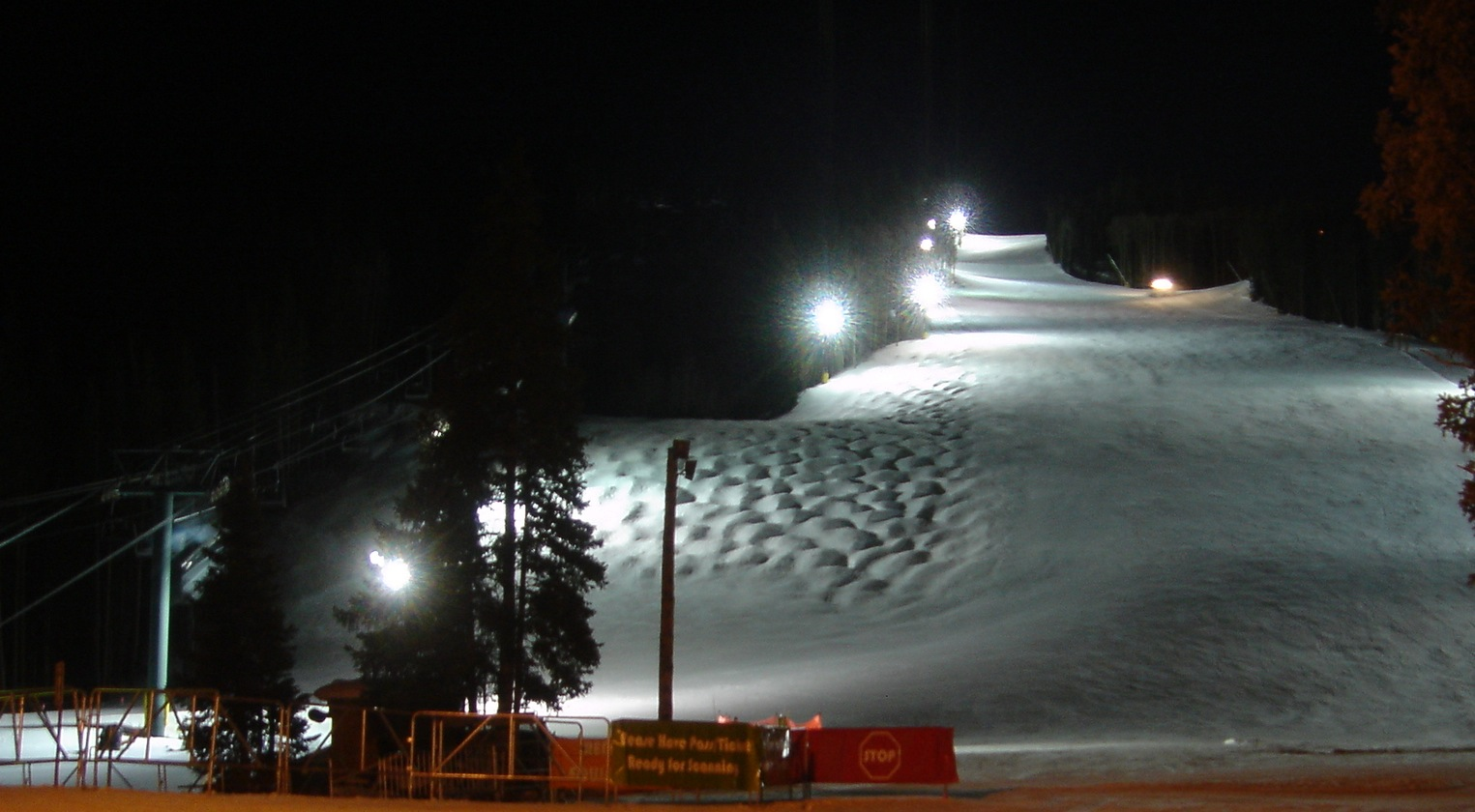
Oświetlony stok narciarski w ośrodku Keystone w Kolorado, USA

## Oświetlenie
W wielu ośrodkach narciarskich część tras jest oświetlona. Przeważnie oświetla się trasy łatwiejsze, najczęściej niebieskie, ponieważ jazda w sztucznym oświetleniu nie zawsze pozwala na dostrzeganie nierówności terenu

## Środki chemiczne
W celu utwardzenia trasy narciarskiej stosuje się szereg środków chemicznych. Najczęściej używa się  chlorku wapnia, mocznika, azotanu amonu oraz azotanu potasu. Proces ten nazywa się "soleniem". Przeprowadza się go najczęściej, gdy śnieg jest mokry i grząski. Sól rozpada się na jony, które obniżają temperaturę zamarzania śniegu, który utwardza powierzchnię. Daje to gęstą warstwę śniegu z utwardzona powierzchnią.
Solenie trasy narciarskiej jest najskuteczniejsze, gdy pogoda jest słoneczna i ciepła. Solenie może również być efektywne, gdy pada deszcz, który zwiększa wilgotność śniegu.
Na trasach wyścigowych stosuje się środki chemiczne tylko przy slalomie i slalomie gigancie.

## Homologacje FIS
Międzynarodowa Federacja Narciarska (FIS) homologuje te trasy, na których mogą odbywać się zawody pod auspicjami tej organizacji. Trasy uzyskują homologacje na konkretnym odcinku (identyfikowanym wysokością n.p.m. startu i mety) niezależnie na poszczególne konkurencje zjazdowe oraz niezależnie dla kobiet i mężczyzn. Obecnie wydawane homologacje ważne są 10 lat. Lista homologacji dla każdego kraju i ośrodka narciarskiego jest publikowana na stronie FIS.
W Polsce trasy homologowane przez FIS znajdują się w następujących ośrodkach (jedna trasa może mieć wiele homologacji – na każdą z dyscyplin i dla każdej z płci):
- Ośrodek Narciarski Kotelnica Białczańska w Białce Tatrzańskiej – 2 homologacje
- Stacja Narciarska Jurgów – 1
- Ośrodek Narciarski Czorsztyn-Ski w Kluszkowcach – homologacja straciła ważność w 2011 roku
- Stacja Narciarska Koninki – 3
- Ośrodek Narciarski Pilsko w Korbielowie – 3
- Stacja Narciarska Jaworzyna Krynicka – 6
- Kompleks Narciarski Słotwiny w Krynicy – 2
- Stacja Narciarska Limanowa-Ski – 1
- Góra Żar w Międzybrodziu Żywieckim – 2
- Ośrodek Narciarsko-Rekreacyjny Ryterski Raj w Rytrze – 2
- Sienna (Czarna Góra) – 9
- Szczyrk
  - Skrzyczne – 4 (ponownie od początku 2013 roku)
  - Bieńkula – 1
  - Golgota – 1
- Wielka Czantoria – 1 (do października 2014 roku)
- Ustrzyki Górne
  - Stacja Narciarska Gromadzyń w Ustrzykach Dolnych – 1 (do sierpnia 2013 roku)
  - Stacja Narciarska Laworta w Ustrzykach Dolnych – 2 (do sierpnia 2013 roku)
- Stacja Narciarska Dwie Doliny Muszyna-Wierchomla – homologacje utraciły ważność w marcu 2013 roku
- Zakopane:
  - Kasprowy Wierch (ośrodek narciarski) – Trasa Gąsienicowa – 2, Trasa Goryczkowa – 6, homologacje trasy z Pośredniego Goryczkowego Wierchu utraciły ważność
  - Centrum Narciarskie Nosal w Zakopanem – homologacje straciły ważność
  - Ośrodek Narciarsko-Rekreacyjny Harenda w Zakopanem – 2
  - Stacja Narciarska Polana Szymoszkowa w Zakopanem –  homologacje straciły ważność
- Ośrodek Turystyczno-Narciarski Mosorny Groń w Zawoi – 2.
- Stok narciarski Jastrzębica SKI w Przyłękowie – 1

## Ośrodki narciarskie, infrastruktura towarzysząca trasom narciarskim
Najczęściej trasy narciarskie znajdują się w ośrodkach narciarskich. Największe ośrodki na świecie dysponują setkami kilometrów tras zjazdowych o zróżnicowanym stopniu trudności oraz wieloma wyciągami narciarskimi. Np. największy na świecie ośrodek narciarski, Trzy Doliny we Francji, dysponuje 335 trasami narciarskimi o łącznej długości ponad 600 km oraz 183 wyciągami będącymi w stanie przetransportować ponad ćwierć miliona ludzi w ciągu godziny. Najmniejsze lokalne ośrodki to zbocze góry i jeden wyciąg orczykowy lub wyrwirączka. W Polsce jest około 200 ośrodków narciarskich, wśród których prawie 60 ma przynajmniej 1 wyciąg krzesełkowy, kolej gondolową, kolej linową lub kolej linowo-terenową.
Bardzo często przy trasach (zarówno przy górnej stacji, "na trasie" i przy "dolnej stacji") budowane są bary, restauracje, pozwalające narciarzom odpocząć, spotkać się, zdjąć uwierające buty, uzupełnić płyny czy posilić się przed dalszą jazdą.
Wzdłuż tras ustawia się również głośniki, przez które nadawana jest muzyka, umilająca jazdę.
Ponadto przy trasach (przeważnie przy dolnych stacjach) znajdują się często:
- wypożyczalnie sprzętu
- serwis narciarski
- przechowalnie sprzętu i bagażu
- sklepy narciarskie
- szkółki narciarskie
- sklepy z pamiątkami
- placówki ratownicze (w Polsce GOPR lub TOPR)
- apteki
- toalety
- parkingi
- przystanki autobusowe
- postoje taksówek, dorożek, busów.

## Kontrowersje środowiskowe
Budowa tras narciarskich powoduje zmiany w środowisku naturalnym, w szczególności przez:
- wylesianie
- wymuszoną erozję gleb na trasach
- zaburzenie gospodarki wodnej przez naśnieżanie i budowę umożliwiających je zbiorników wodnych
- ratrakowanie tras, niszczące florę
- stosowanie środków chemicznych na trasach
- budowę infrastruktury i dróg dojazdowych
- używanie głośnej muzyki i nocnego oświetlenia, zaburzające życie lokalnej fauny
- ogromną liczbę narciarzy i towarzyszące im śmieci.

Ogół tych działań na środowisko zwany jest antropopresją. Dążenie do budowy kolejnych ośrodków i tras narciarskich napotyka na opór organizacji ekologicznych, w niektórych przypadkach skutecznie blokujących budowy lub rozbudowy. W Polsce najbardziej znany jest opór Tatrzańskiego Parku Narodowego przed rozbudową Ośrodka Narciarskiego Kasprowy Wierch.